# Desastres naturales en Argentina
Argentina está ubicado en el Hemisferio Sur, el cual es un hemisferio en cuya superficie predominan las áreas oceánicas y de hidrósfera en general posee el clima muy morigerado y carece de los bruscos contrastes que caracterizan a la actualmente bastante catastrófica meteorología del Hemisferio Norte (por ejemplo los fenómenos meteorológicos que ocurren casi constantemente en la Cuenca del Caribe y el centro y este de Estados Unidos o en el sudeste asiático).

## Tornados en Argentina
El denominado Pasillo de los Tornados es una extensa área de llanura en América del Sur, donde se producen tornados y tormentas severas con mucha frecuencia.
Muchos de ellos son extremadamente destructivos dadas las condiciones climáticas que presenta el área para la formación de tormentas intensas, granizo y tornados.
La NASA realizó un estudio a nivel mundial en el año 2006 con la información brindada por sus satélites, pudiendo identificar aquellas áreas donde se producen las tormentas más intensas de la tierra. Se concluyó que estas ocurren principalmente al este de la Cordillera de los Andes en Argentina. En esta zona confluyen los vientos fríos de la Patagonia y la Antártida, el aire cálido de Brasil, Paraguay o el norte argentino, y el aire seco que llega desde la Cordillera de Los Andes. El choque entre estas diferentes masas de aire ocurre principalmente en la llanura pampeana y genera condiciones para que se desarrollen tormentas intensas similares a las tormentas que se dan al este de las Montañas Rocosas en Estados Unidos.
La región está considerada como la segunda en frecuencia de tornados en todo el mundo después de la Región de los Tornados en Estados Unidos.[cita requerida]
Al no tener suficiente cobertura de radares, y la baja densidad de población, no se puede detectar con precisión la cantidad de tornados que se producen por año en esta zona; los tornados registrados son solamente los que han sido avistados por los locales .[cita requerida]
La región fue bautizada así por la Red de Estaciones de Climatología Urbana de São Leopoldo (Brasil).

## Algunos registros de tornados importantes
- El 16 de septiembre de 1816 se registró uno de los primeros tornados, que destruyó la localidad de Rojas (a 240 km al oeste de la ciudad de Buenos Aires). El tornado derrumbó 62 casas, produjo 21 muertos y 82 heridos, en una población que no tenía ni un solo médico.[4] El 12 de noviembre de 1928, se registró un tornado en Villa María, Córdoba, murieron entre 20 y 40 personas, y hubo más de 150 heridos. El fenómeno, derrumbó muchas casas y edificios de la zona.[5]
- El 10 de enero de 1973 se produjo el tornado más fuerte de la Historia del Pasillo de los tornados de América del Sur: el Tornado de San Justo, a 105 km al norte de la ciudad de Santa Fe, fue un tornado escala F5 considerado como el peor tornado en toda la historia conocida del Hemisferio sur del planeta, con vientos que superaron los 400 km/h.[6] Este tornado fue estudiado por Tetsuya Fujita (creador de la escala Fujita) y lo calificó como el tornado más intenso registrado fuera de los Estados Unidos. Causó la muerte de 63 personas y dejó más de 200 heridos.
- En 28 de octubre de 1978, un tornado F4 con vientos de 270 km/h asoló la ciudad de Morteros, en la provincia de Córdoba, matando a 5 personas.[7]
- El 25 de noviembre de 1985, un tornado F3 azotó la ciudad de Dolores (provincia de Buenos Aires), produciendo una muerte y centenares de heridos. El tornado de 1874 había producido destrozos importantes pero de menor medida.[7]
- El 6 de mayo de 1992, el pueblo de Estación López fue devastado por un tornado F4 que provocó 4 muertos entre los 150 habitantes del lugar.
- El 13 de abril de 1993, en menos de 24 h en la provincia de Buenos Aires se produjo un extraordinario sistema de tormentas severas que avanzaban a una velocidad media de 130 km/h. A causa de estas tormentas se dio la mayor oleada de tornados en la historia de América del Sur, conocido como el trágico martes 13. Hubo una oleada de más de 300 tornados registrados, con intensidades entre F1 y F3. Estudios sobre este fenómeno indicaron que había hasta tres tornados en cada tormenta de tipo tornádica (Avanzaban en familia de tornados). Analizando los trazos de tornados, se conoció que la formación de tornados era secuencial (es decir que se formaba uno tras otro). También indicó que hubo dos o tres tornados simultáneos orbitando alrededor de un centro común.[8] La región sobre la cual se trasladaron los tornados fue de 500 km de longitud y un ancho medio de 100 km, sobre esa región los daños ocurrieron a lo largo de franjas de 1000 a 2000 m de ancho orientadas de noroeste a sureste, el total del área dañada fue de 4000 km². Afectó a los partidos de Trenque Lauquen, Pehuajó, Hipólito Yrigoyen, Carlos Casares, Bolívar, Daireaux, General Lamadrid, Olavarría, Tapalqué, Azul, Laprida, Benito Juárez, Tandil, Necochea, Lobería, Balcarce, General Alvarado y General Pueyrredon. Las localidades más afectadas fueron Henderson (F3), Urdampilleta (F3) y Mar del Plata (F2). Entre los daños más importantes se destaca la caída 56 torres de alta tensión, dejando un amplio sector de la provincia de Buenos Aires sin luz.
- En diciembre del 2000 se dio una oleada de 24 tornados registrados en la provincia de buenos aires, diez alcanzaban la escala F0, siete la escala F1, cuatro la escala F2, y tres la escala F3. La misma afectó el AMBA y la provincia de Buenos Aires, provocando daños gravísimos. Uno de ellos impactó la ciudad de Guernica, causando 45 heridos y más de 120 evacuados. Muchas casas, árboles, postes de luz y paredones resultaron destruidos. El tornado fue catalogado como F3.
- El 10 de enero de 2001, se registró otro tornado F3 en la ciudad de Guernica con apenas 2 semanas de diferencia. El tornado provocó 5 muertos y destruyó lo que quedaba en pie del evento anterior. Hubo más de 1500 autoevacuados y muchos heridos.
- El 26 de diciembre de 2003 sucedió el Tornado de Córdoba, un F3 con vientos que superaron los 300 km/h, que azotó Córdoba Capital, impactó a solo 6 km del centro de la ciudad, en la zona conocida como CPC Ruta 20, sobre todo los barrios de Ameghino Norte, San Roque y Villa la Tela, matando a 5 personas e hiriendo a centenares. Fue uno de los tornados más largos registrados y filmado por los medios de comunicación, el tornado duró 24 minutos. Este tornado derribó casas y edificaciones grandes, elevó autos, diferentes objetos de gran magnitud y arrancó decenas de árboles de raíz.
- En la noche del 7 de septiembre de 2009 un tornado F4 asoló el municipio argentino de San Pedro (Misiones), matando a 11 personas.[9] El mismo tornado afectó la cercana localidad de Guaraciaba (en el estado brasileño de Santa Catarina) matando a 6 personas. Los daños en el área relevada se hallaron sobre una franja cuyo ancho fue aproximadamente de 1000 metros y un largo superior a 15 km. Las localidades vecinas Santo Veloso y Santa Cecilia se vieron seriamente dañadas y fueron declaradas en estado de emergencia. Esa noche hubo otros tornados (F1 y F2) que produjeron daños considerables, afectaron Colonia Santa Rosa, Tobuna y Pozo Azul (en Misiones). No hay datos de la cantidad de tornados que se generaron en Misiones y Santa Catarina esa noche.[10]
- El 4 de abril de 2012, el Gran Buenos Aires fue azotado por la Tormenta de Buenos Aires, que produjo 4 tornados, con intensidades F1 y F2, que dejó casi 30 muertos en diversas localidade.
- El 2 de diciembre de 2013, se registraron tres tornados. Un tornado en la ciudad de Villa del Rosario ( Córdoba ). El paso de una poderosa supercelda ocasionó un tornado de intensidad F3, produciendo muchísimo daño en la ciudad, como árboles arrancados, voladura de techos, derrumbamiento de estructuras grandes como galpones, el ingreso de la ciudad también se vio completamente destruido (el 90 % de la ciudad quedó destruida). Además, el temporal se cobró tres víctimas fatales.[11] Otro tornado se registró en la ciudad del Chivilcoy, donde una tormenta severa afectó a esta ciudad y localidades cercanas; el tornado se podría tratar de intensidad F1 o F2, generó caída de árboles y diversos daños estructurales. El temporal causó una víctima fatal.[12] También hubo un tornado F2 (posible F3) que asoló por diez minutos la ciudad de Santiago del Estero; dejó postes de luz caídos, varias casas destruidas, muchos árboles arrancados de raíz y restringió a la ciudad de luz.

## Inundaciones
Argentina cuenta con una importante variedad y grandes cuencas hidrográficas. A lo largo de la historia escrita, se han registrado miles de pequeñas inundaciones en zonas rurales y urbanas. Muchas de ellas, casi desapercibidas, tuvieron intensidades menores. Hubo otras de intensidades medianas y hasta graves la mayoría de éstas tuvo efectos catastróficos para el ser humano ya que por especulación inmobiliaria se edificaron importantes sectores de pueblos y ciudades (barrios nuevos [hasta los 1990] de San Carlos Minas, barrios de la Ciudad de Santa Fe, barrios del Gran La Plata, etc.) sobre zonas aparentemente secas que están en valle de inundación; es decir zonas aparentemente secas que cíclicamente cada cierta decena de años se inundan (esto mismo ocurre en ciertos barrios de la Ciudad Autónoma de Buenos Aires), por ejemplo en los valles de inundación (y sobre ellos densamente edificados en el siglo XX y lo que va del presente siglo XXI) de los (soterrados) arroyos Maldonado, Vega, Medrano,alberdi etc.
El 20 de diciembre de 1890, el arroyo La Cañada que surca por el sudoeste a la ciudad de Córdoba creció hasta provocar importantes daños en las partes más bajas de esta ciudad Argentina. Si bien la ciudad de Córdoba ya tenía antecedentes con ese curso de agua que cruza la ciudad, ese día las fuertes precipitaciones hicieron catástrofe en esa urbe: 200 personas murieron y miles de personas quedaron heridas y damnificadas, esto debido a que la gente más pobre se encontraba compelida a edificar «casillas» precarias en las zonas de menor valor inmobiliario y eran terrenos de menor valor inmobiliario porque eran naturalmente inundables. Actualmente, la ciudad de Córdoba es centro de análisis diversos debido al posible riesgo potencial del Dique San Roque, ya que se considera que el paredón de dicho embalse no estaría preparado ante un eventual sismo de magnitud considerada.
El 15 de abril de 1959, el colapso de una presa en Uruguay provocó que los afluentes del río Uruguay alimentaran considerablemente el caudal de este. Diversas localidades fueron afectadas en los 20 000 km² (kilómetros cuadrados) que fueron anegados y más de 25 personas murieron en las provincias de Entre Ríos y principalmente en el delta de la provincia de Buenos Aires. Solo en Concordia hubo 30 000 evacuados. No fue sino hasta 1979 que se construyó la represa Salto Grande.
A mediados de octubre del año 1967 una tormenta descargó más de 150 mm en los arroyos del oeste del Gran Buenos Aires, varios de ellos se desbordan y arrasan con barrios humildes y pobres asentados a orillas de estos. Murieron cerca de 63 personas, y otras 120 000 tuvieron que se ser evacuadas en una de las peores inundaciones de la historia del área metropolitana.[cita requerida] Para apenas 150 años de registros, la intensidad máxima de lluvias es de 55 mm cada 30 minutos.
En 1970, la ciudad de Mendoza sufrió una importante inundación que dejó un saldo de 21 víctimas fatales. El 4 de enero una importante precipitación se suscitó en la alta montaña. La ciudad, que estaba rodeada de diques de contención para retener las agua que de ella descendían, tenía una jornada de domingo calurosa. Cuando el agua llegó a los distintos diques, los mismos se vieron superados por el importante caudal que bajaba. La represa Frías, ubicada en Godoy Cruz, colapsó y envió una masa de agua hacía Mendoza, provincia con historial en este tipo de desastres como los catastróficos aluviones ocurridos en 1716, 1895 y 1934 que dejaron un sinnúmero de víctimas mortales y daños graves en vastas áreas.
Entre finales de 1982 y principio de 1983, la zona de Resistencia (Chaco) se vio afectada por una importante inundación que derivó en más de 350 000 personas evacuadas y afectadas.
El 23 de marzo de 1983, la ciudad entrerriana de Victoria se vio afectada por una importante inundación que provocó miles de evacuados y más de un millón de hectáreas anegadas. Dos meses después, la ciudad de Formosa también sufrió una inundación importante que causó el éxodo de 10 000 habitantes que abandonaron la provincia.[cita requerida] Además, hubo más de 70 mil evacuados.
El 31 de mayo de 1985, la ciudad de Buenos Aires perdió a 15 ciudadanos[cita requerida] en una inundación producto de lluvias que cayeron durante más de 25 horas seguidas. Más de 300 mm afectaron la capital federal y la anegó en un 25 % que produjo 100 000 evacuados, 2500 viviendas y 14 000 autos dañados, como así 246 000 000 de dólares en pérdidas.[cita requerida]

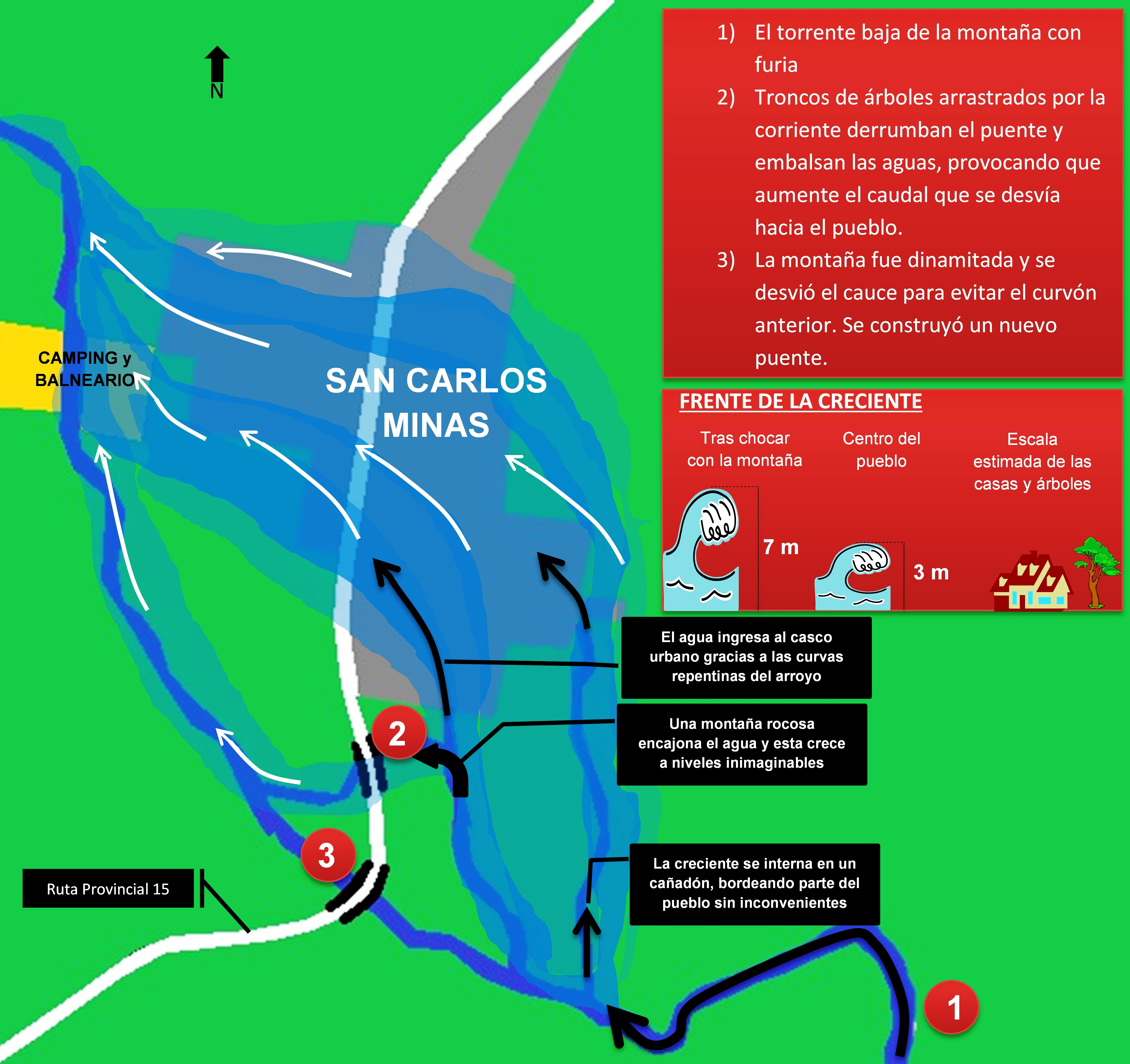
Infografía de cómo el aluvión entró a San Carlos Minas.

La tragedia de San Carlos Minas, ocurrida la madrugada del 6 de enero de 1992, fue una de las más importantes del país ya que 40 personas perdieron la vida; esto se debió concretamente a que la especulación inmobiliaria había promovido la edificación de barrios en el aparentemente «seco» valle de inundación del río San Carlos cuando atraviesa a la pequeña ciudad serrana de San Carlos Minas.
En 1995, la ciudad bonaerense de Pergamino se vio afectada por una inundación que causa cinco muertos e importantes daños materiales ya que el 60 % de la ciudad[cita requerida] quedó bajo agua luego de una lluvia intensa de tres horas.
La ciudad de Santa Fe fue una urbe muy castigada por estos fenómenos, porque está limitada por el río Salado en el oeste y el río Paraná por el este. Tiene un historial donde se cuentan importantes anegamientos en los años 1905, 1915, 1966, 1973 y 1983. Pero no fue hasta 2003 cuando a fines de abril, copiosas lluvias que duraron al menos 5 días en la cuenca del río Salado (protagonista ya de otras inundaciones), provocaran que este anegara gran parte de la ciudad. Al menos 23 personas murieron en los primeros días, pero con los efectos posteriores se habla de una cifra cercana a las 160 víctimas. Debido a la gran cobertura nacional que tuvo una de las inundaciones más trágicas de la historia Argentina, los vecinos de la ciudad confiaban en que se tomarían medidas para que no vuelva a suceder. Se construyeron defensas protectoras que aislaban la ciudad de los ríos. Pero a fines de marzo de 2007, la ciudad nuevamente se ve afectada por una importante inundación ya que el agua acumulada en el casco urbano no pudo escurrir a causa de las mismas defensas que lo impedían y otra vez hubo miles de evacuados, pero afortunadamente no se lamentaron víctimas. Debido a estos antecedentes, la ciudad y las localidades aledañas tienen preparados planes de contingencia en caso de nuevos anegamientos.

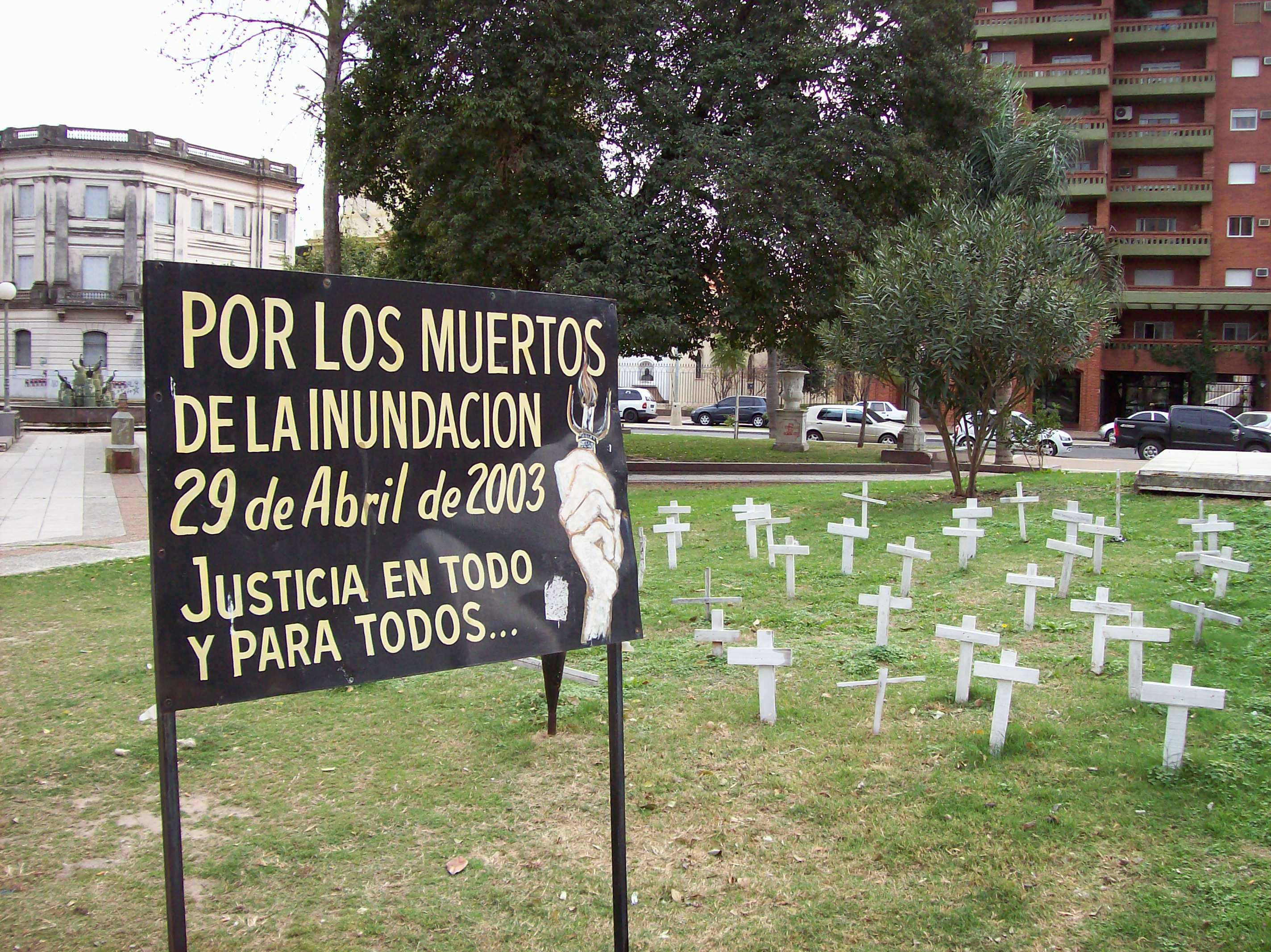
Recordatorio a los fallecidos por la inundación de 2003.

En abril de 2006 y enero de 2009, la ciudad salteña de Tartagal se vio afectada por dos avalanchas de agua y barro,, se contaron tres muertos y más de 7000 damnificados.[cita requerida]
La ciudad de Buenos Aires fue afectada por varias inundaciones en los últimos años del s. XX. En 2010 se dio una de las primeras, que causó una víctima fatal. En 2011 y 2012 se produjeron otras tantas que causaron daños materiales importantes. Pero la madrugada del 2 de abril de 2013 se desató una catastrófica inundación sin precedentes para esta ciudad: 8 muertos y cientos de evacuados. Pero horas después, por la tarde-noche de ese mismo día, 400 mm caían repentinamente sobre La Plata. No fue hasta el día siguiente cuando la dimensión de la catástrofe de la inundación de esa ciudad la convirtiera en una de la más grave en la historia del país: 78 víctimas mortales oficialmente confirmadas (la UNLP y organismos municipales estiman las víctimas finales directa e indirectamente en más de 250 personas), miles de evacuados y millonarios daños.
En el inusualmente cálido y lluvioso mes de julio de 2014, cálido casi con seguridad debido al calentamiento global provocado por los países más industrializados del llamado «Primer Mundo», se han producido fuertes lluvias en la alta cuenca del Plata o en las zonas que Brasil ocupa de tal cuenca, los gobiernos brasileños han facilitado desde hace más de un siglo la deforestación de extensísimas zonas de Paraná, Santa Catarina y Río Grande del Sur, al ser talados los bellos bosques naturales y al aumentar la temperatura media del planeta se vienen produciendo intensas lluvias que no tienen como moderadores a los talados bosques y sotobosques y esto produce devastadoras inundaciones aguas abajo, más cuando Brasil tras haber construido una gran cantidad de represas hidroeléctricas vuelca las aguas sobrantes sobre los ríos que afluyen al Río de la Plata , esto se nota catastróficamente y especialmente en los valles de inundación de los ríos Paraná, Uruguay y Paraguay afectando de este modo catastróficamente a Argentina-Paraguay-Uruguay.
En marzo de 2015 se produjeron intensas inusuales precipitaciones en gran parte de las Sierras Pampeanas; por ejemplo en la Sierra Chica de la Provincia de Córdoba que afectaron a las bellas pequeñas ciudades de Villa Allende, Río Ceballos, Ascochinga, Jesús María causando varias víctimas fatales (las precipitaciones en esa zona son normalmente de 700 mm/año, pero en un día de marzo de ese año llovieron más de 300 mm) y el destrozo de viviendas bien construidas, puentes y tramos viales. El catastrófico fenómeno poco después se transladó a las provincias de San Luis, Santiago del Estero, Tucumán e incluso zonas de las áridas provincias de San Juan, La Rioja y Catamarca; tales hasta entonces desconocidas intensas precipitaciones e inundaciones se deben al cambio climático provocado por el ser humano (que parece estar exacerbando los fenómenos de El Niño y La Niña) y gran parte de este cambio climático se debe en gran medida a la tala masiva de bosques, talas o deforestaciones que son en un 70 % responsables de las inundaciones.
En la segunda semana de agosto de 2015 se produjeron importantes precipitaciones pluviales casi continuas y sus consecuentes inundaciones, atribuibles a los efectos de El Niño en gran parte de la Provincia de Buenos Aires (especialmente en su sector noreste) y en el sur de la Provincia de Santa Fe.
En abril de 2016 las fluctuaciones de El Niño han provocado intensas y continuadas precipitaciones pluviales con sus consecuentes grandes inundaciones en el Litoral Argentino y en la rica «Zona Núcleo Pampeana» inundando en la misma más de 10 000 000 ha (hectáreas) que han afectado a las importantísima Cuenca lechera ubicada en el este y sureste de la Provincia de Córdoba y el Centrosur de la Provincia de Santa Fe (uno de los efectos económicos de este desastre ha sido la pérdida de una importante fracción —en millones— de toneladas de grano se soya), el anegamiento de gran parte de la cuenca lechera cordobesa-santafesina lo que redujo el promedio de producción láctea de 10 000 000 a solo 2 000 000, y al empobrecimiento de los chacareros, y el agravante mayor: la inundación de multitud de pueblos y ciudades con mucha destrucción de viviendas en las zonas precitadas.